# 직업으로서의 정치
《직업(소명)으로서의 정치》(Politik als Beruf)는 막스 베버가 1919년 뮌헨 대학의 학생 집회에서 한 강연이다. 함께 강의한 《직업으로서의 학문》에서 대학 교수가 자기의 정치적 견해에 따라 학생을 지도하는 것을 엄격히 나무라지만, 《직업으로서의 정치》에서도 패전국 독일의 정치에 대한 만만치 않은 관심을 가슴속에 간직하고 있으면서도 어떠한 정치가 행해져야 할 것인가에 대해서가 아니라, 직업으로서의 정치는 무엇인가, 또 무엇을 연구할 수 있는가에 대한 직분론(職分論)을 말하고 있다.
그 내용을 보면, 우선 '정치'의 정의, 지배의 3유형('전통적' '카리스마적' '합법적'), 직업정치 성립의 역사와 그 종류, 정당 조직 등을 논한 다음, 정치를 직업으로 하는 자가 가져야 할 자격과 정치적 모랄에 대해 논한다. 이 책에서 베버가 요구하는 정치적 지도자상은 격렬한 정열과 냉정한 관찰력을 통일하고 그것을 몰주관적(沒主觀的)인 책임감에 의해 지탱하는 인간이라고 한다.

## 참고 문헌
- 이 문서에는 다음커뮤니케이션(현 카카오)에서 GFDL 또는 CC-SA 라이선스로 배포한 글로벌 세계대백과사전의 내용을 기초로 작성된 글이 포함되어 있습니다.